# Amastus parergana
Amastus parergana är en fjärilsart som beskrevs av Paul Dognin 1912. Amastus parergana ingår i släktet Amastus och familjen björnspinnare. Inga underarter finns listade i Catalogue of Life.